# Milicia
Milicia  ist eine Pflanzengattung innerhalb der Familie der Maulbeergewächse (Moraceae). Die nur zwei Arten sind in Afrika beheimatet. Trivialnamen in den Heimatländern und teilweise Handelsnamen für das Holz sind Iroko, Semli (Sierra Leone, Liberia), Odoum (Ghana, Elfenbeinküste), Rokko, Oroko (Nigeria), Abang, Mandji (Kamerun, Gabun), Mereira (Angola), Kambala (Zaire), Mvule (Ostafrika) und African Teak (englisch).

## Beschreibung
Die beiden Milicia-Arten sind sehr große Bäume. Die wechselständig und zweizeilig angeordneten Laubblätter sind einfach und fiedernervig. Die beiden Nebenblätter sind nicht verwachsen.
Milicia-Arten sind zweihäusig getrenntgeschlechtig (diözisch). Die Blüten stehen in achselständigen, ährigen Blütenständen zusammen mit Tragblättern. Die eingeschlechtigen Blüten sind vierzählig mit nur einem Blütenhüllblattkreis. Die vier Blütenhüllblätter sind an ihrer Basis verwachsen. Die männlichen Blüten besitzen vier Staubblätter. In einem weiblichen Blütenstand stehen viele Blüten zusammen. In den weiblichen Blüten sind gut zwei dünne, deutlich unterschiedlich lange Narben erkennbar. Die Steinfrüchte in den Fruchtverbänden sind fleischig und grünlich. Die Samen (Achänen) sind klein.

## Vorkommen
Milicia-Arten sind im tropischen immergrünen und halbimmergrünen Regenwald, sowie im Savannenwald südlich des Sahel von Senegal und Sierra Leone bis Mozambique im südlichen Ostafrika verbreitet.  Hauptsächlich kommen die beiden Milicia-Arten in Côte d’Ivoire (Iroko), Ghana (Odum), Nigeria und Kamerun (Kambala), vom Kongo in Zentralafrika bis nach Uganda und Tansania (Mvule) im Osten vor.

## Systematik
Die Gattung Milicia wurde 1909 durch Thomas Robertson Sim in Forest Flora and Forest Researches of Portuguese East Africa, S. 97 aufgestellt. Als Lectotypusart wurde 1960 von Swart Milicia africana Sim festgelegt.  Ein Synonym für Milicia Sim ist Chlorophora Gaudich., Maclura sect. Chlorophora (Gaudich.) Baill. Der Gattungsnanem ehrt einen Verwalter mit Namen Milici, der im 19. und 20. Jahrhundert in Mosambik lebte.
Die Gattung Milicia Sim gehört zur Tribus Moreae in der Familie Moraceae.
Zur Gattung Milicia gehören nur zwei Arten:
- Milicia excelsa (Welw.) C.C.Berg (Syn.: Chlorophora excelsa (Welw.) Benth., Morus excelsa Welw., Chlorophora alba A.Chev., Milicia africana Sim)
- Milicia regia (A.Chev.) C.C.Berg (Syn.: Chlorophora regia A.Chev.)

## Nutzung

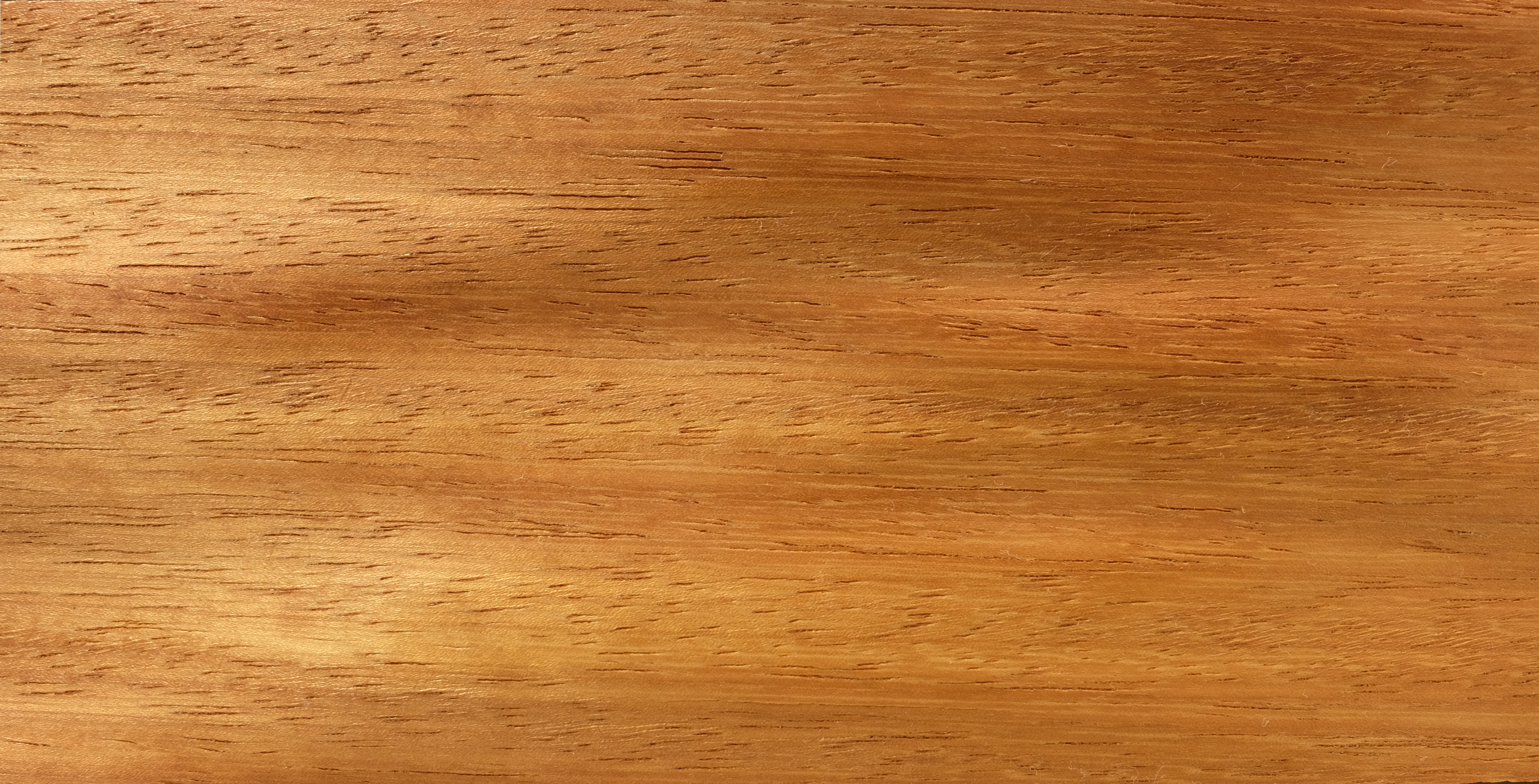
Iroko Holz

Iroko ist der Handelsname des Holzes. Die Holzfarbe ist goldbraun mit einem gelblichweißen Splint, es hat die Tendenz nachzudunkeln. Die Fasern verlaufen oft wellenförmig und sind grob strukturiert. Das Holz wird zu sehr wertvollem wetterfesten Nutzholz verarbeitet. Iroko wird in wirtschaftlich bedeutenden Mengen in Afrika genutzt (ca. 50.000 m³ Rundholz pro Jahr), überwiegend in Ghana, Elfenbeinküste und Kamerun zu Schnittholz, Hobelware und Möbelteilen verarbeitet und aus diesen Ländern in wirtschaftlich bedeutsamen Mengen exportiert. Das Holz ist ungewöhnlich wetterfest und sehr dekorativ, ähnlich wie Teakholz. Es wird überwiegend für Parkett, Bauelemente (Fenster und Türen) sowie Möbel und Gartenmöbel eingesetzt. Iroko hat etwa das Gewicht und die Härte von Eichenholz. Das Holz und besonders der Holzstaub von Iroko können allergische Reaktionen auslösen.
Die Früchte sind essbar.